# Noguera (comarque)
Pour les articles homonymes, voir Noguera.

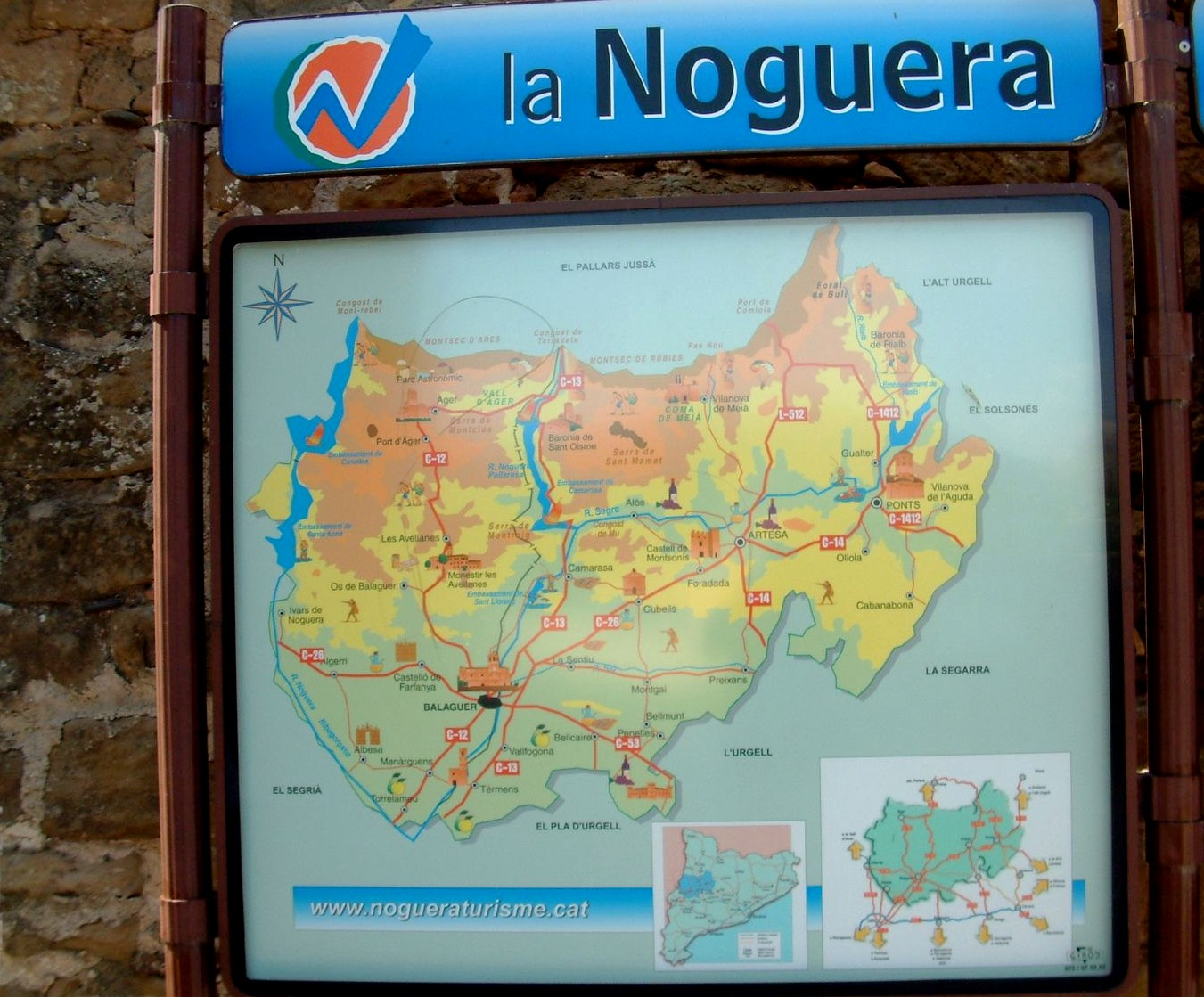
Carte de Noguera

La Noguera est une comarque de Catalogne (Espagne) située dans la province de Lérida. En 2008, elle comptait 39.507 habitants. Le chef-lieu est Balaguer.

## Carte
| Anoia Bages Segarra Solsonès Conca de · Barberà Moianès Osona Berguedà Basse · Cerdagne Alt · Urgell Pallars · Sobirà Val d'Aran Alta · Ribagorça Pallars · Jussà Noguera Urgell Pla · d'Urgell Segrià Garrigues Alt · Penedès Baix · Llobregat Barcelonès Vallès · Occidental Maresme Vallès · Oriental Ripollès Garrotxa Alt Empordà Pla de · l'Estany Gironès Selva Baix · Empordà Garraf Baix · Penedès Tarragonès Alt · Camp Baix · Camp Priorat Ribera · d'Ebre Terra · Alta Baix Ebre MontsiàFrance Pyrénées-Orientales Ariège Haute · Garonne Andorre Aragon Communauté valencienneMer Méditerranée |

## Préhistoire
Les témoignages les plus précieux de la présence de l'homme dans cette comarque sont représentés par l'art rupestre préhistorique, recensé dans une quinzaine de grottes.
L'art levantino, expression de croyance des groupes de chasseurs-cueilleurs (10 000 à 6 500 ans av. J.-C.) est basé sur la représentation d'hommes et de femmes, ainsi que de certains animaux - grottes de Vilasos, de l'abri de Borrás Viu (Os de Balaguer) - qui en constituent les exemplaires les plus septentrionaux de ce style en Catalogne.
L'art schématique, expression de croyance des groupes de producteurs du Néolithique (6 500 à 3 200 ans av. J.-C.) trouve une forte implantation dans cette comarque. Basé sur l'abstraction (points, traits, tâches, etc.), on trouve les exemplaires les plus représentatifs dans les abris suivants :
- grottes de Vilasos, Francés II et abris du Bc de Vilaseca (Os de Balaguer)
- Antona I-III (Artesa de Segre)
- Aparets I-IV (Alós de Balaguer)
- grotte du Cogulló (Vilanova de Meyá)

En outre, on trouve à la grotte du Tabac (Camarasa), l'unique modèle pictural à l'intérieur d'une caverne.
Ces représentations constituent un échantillon inestimable et exceptionnel de la capacité intellectuelle de l'être humain qui leur valurent d'être inscrites au Patrimoine de l'Humanité par l'UNESCO en 1998.
Cependant, à l'exception de la grotte de Vilasos, ces œuvres se trouvent sans protection ce qui compromet leur bonne conservation. D'autres représentations sont visibles dans les comarques de Garrigues (Comarque), Cerdanya, Conca de Barberà, entre autres.

## Histoire
La comarque appartenait au Comté d'Urgel qui en avait conquis le territoire au XIe siècle.
Pendant la première moitié du XIIe siècle, ce territoire et la ville de Balaguer connurent une expansion démographique.
À partir de 1716, la comarque fut divisée en deux Corregimientos : celui de Lérida et celui de Camarasa. La division provinciale de 1834 la conservera au sein de la province de Lérida. Elle acquiert le statut de comarque en 1936, avec quelques modifications lors de la division territoriale de 1987.

## Géographie

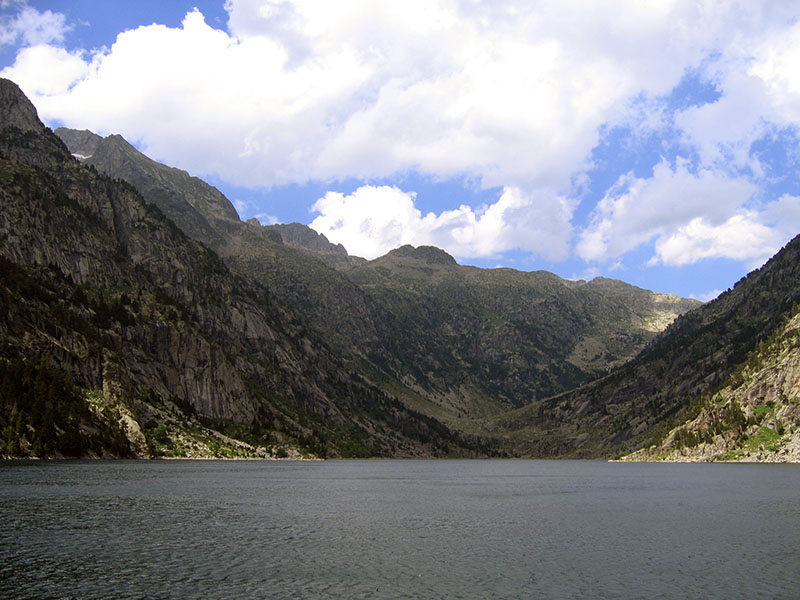
La Noguera Ribagorçana

La Noguera est la comarque la plus grande de Catalogne, occupant 5,56 % du territoire.
On peut distinguer deux zones clairement différenciées :
- une partie montagneuse au nord, orientée d'est en ouest, formée par l'orogenèse alpine. La chaîne de Montsec en est l'élément le plus important, avec des sommets atteignant 1 600 m d'altitude. Ce massif sépare le bassin de Tremp de la vallée d'Àger.
- une partie plus plate, à une altitude moyenne de 300 m, formée par des terrains tertiaires qui constituent la dépression de Balaguer.

La comarque est arrosée par des rivières qui coulent du nord au sud : la Noguera Ribagorzana à l'ouest, la Noguera Pallaresa au centre et le Sègre à l'est. Les parties les plus étroites ont été mises  à profit pour construire des barrages.
Le climat est de type méditerranéen de l'intérieur. Les températures oscillant entre 3° en janvier et 24° en août. Les pluies sont limitées et irrégulières, avec des maxima de 500 mm par an.

## Économie
Les ressources économiques de la comarque sont l'agriculture et l'élevage.
La principale culture est celle des céréales d'hiver, en particulier l'orge, puis le blé. Les oliviers et les arbres fruitiers occupent une bonne place également.
L'aviculture a connu une croissance. Mais la principale production animale est l'élevage porcin.
Enfin, une partie de l'économie repose sur la sylviculture pour l'exploitation du bois. Les espèces les plus communes sont le pin d'Alep, le hêtre et le chêne.

## Communes et population

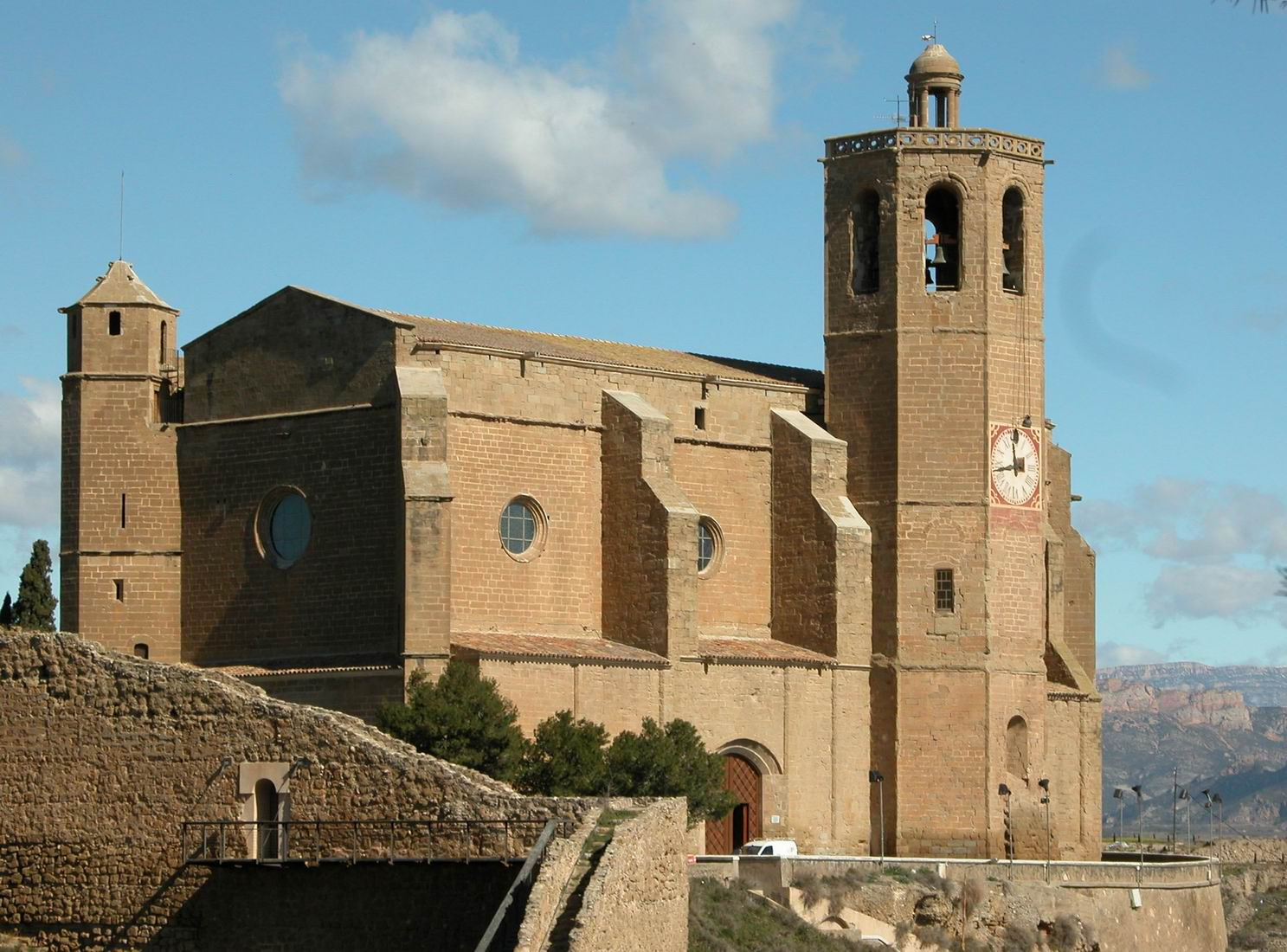
Balaguer - Santa Maria de Balaguer

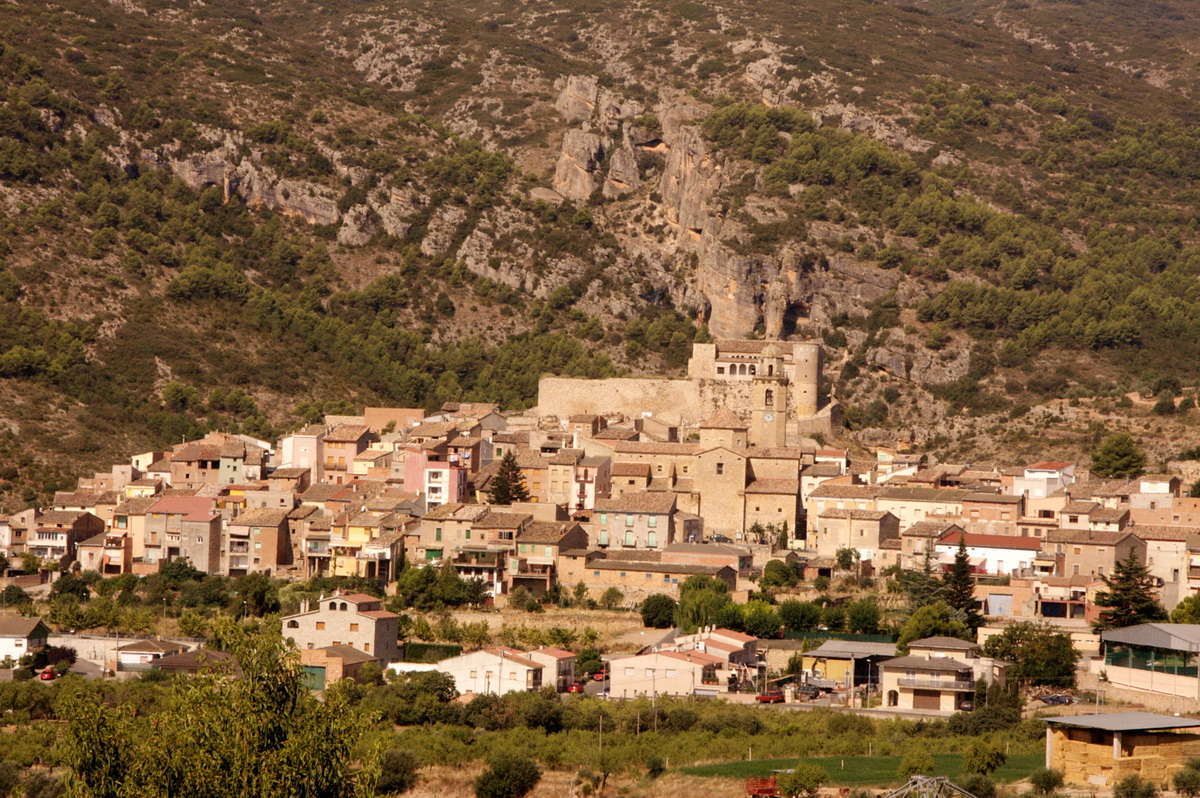
Os de Balaguer

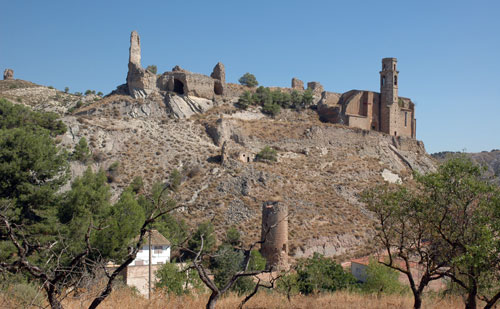
Castello de Farfanya

| Commune                     | Population |
| --------------------------- | ---------- |
| Àger                        | 557        |
| Albesa                      | 1546       |
| Algerri                     | 473        |
| Alòs de Balaguer            | 153        |
| Artesa de Segre             | 3 872      |
| Les Avellanes i Santa Linya | 470        |
| Balaguer                    | 16 341     |
| La Baronia de Rialb         | 276        |
| Bellcaire d'Urgell          | 1 269      |
| Bellmunt d'Urgell           | 215        |
| Cabanabona                  | 101        |
| Camarasa                    | 948        |
| Castelló de Farfanya        | 584        |
| Cubells                     | 397        |
| Foradada                    | 189        |
| Ivars de Noguera            | 348        |
| Menàrguens                  | 843        |
| Montgai                     | 731        |
| Oliola                      | 262        |
| Os de Balaguer              | 998        |
| Penelles                    | 551        |
| Ponts                       | 2 749      |
| Preixens                    | 505        |
| La Sentiu de Sió            | 512        |
| Térmens                     | 1 521      |
| Tiurana                     | 78         |
| Torrelameu                  | 651        |
| Vallfogona de Balaguer      | 1 735      |
| Vilanova de l'Aguda         | 227        |
| Vilanova de Meià            | 405        |

## Démographie
| 1497  | 1515  | 1553  | 1717  | 1787   | 1857   | 1877   | 1887   | 1900   |
| ----- | ----- | ----- | ----- | ------ | ------ | ------ | ------ | ------ |
| 2 069 | 1 911 | 2 485 | 9 285 | 17 526 | 46 103 | 43 127 | 42 834 | 42 130 |

| 1910   | 1920   | 1930   | 1940   | 1950   | 1960   | 1970   | 1981   | 1990   |
| ------ | ------ | ------ | ------ | ------ | ------ | ------ | ------ | ------ |
| 41 314 | 43 451 | 42 444 | 39 229 | 39 820 | 39 239 | 38 425 | 35 589 | 35 738 |

| 1992   | 1994   | 1996   | 1998   | 2000   | 2002   | 2004   | 2006   | - |
| ------ | ------ | ------ | ------ | ------ | ------ | ------ | ------ | - |
| 34 852 | 35 128 | 34 390 | 34 482 | 34 727 | 35 225 | 36 394 | 38 394 | - |

Sources :
- 1497-1553 : personnes imposées[2] ;
- 1717-1981 : personnes recensées, y compris de passage[3] ;
- Depuis 1990 : recensement officiel de la population[4].

## Centres d'intérêt

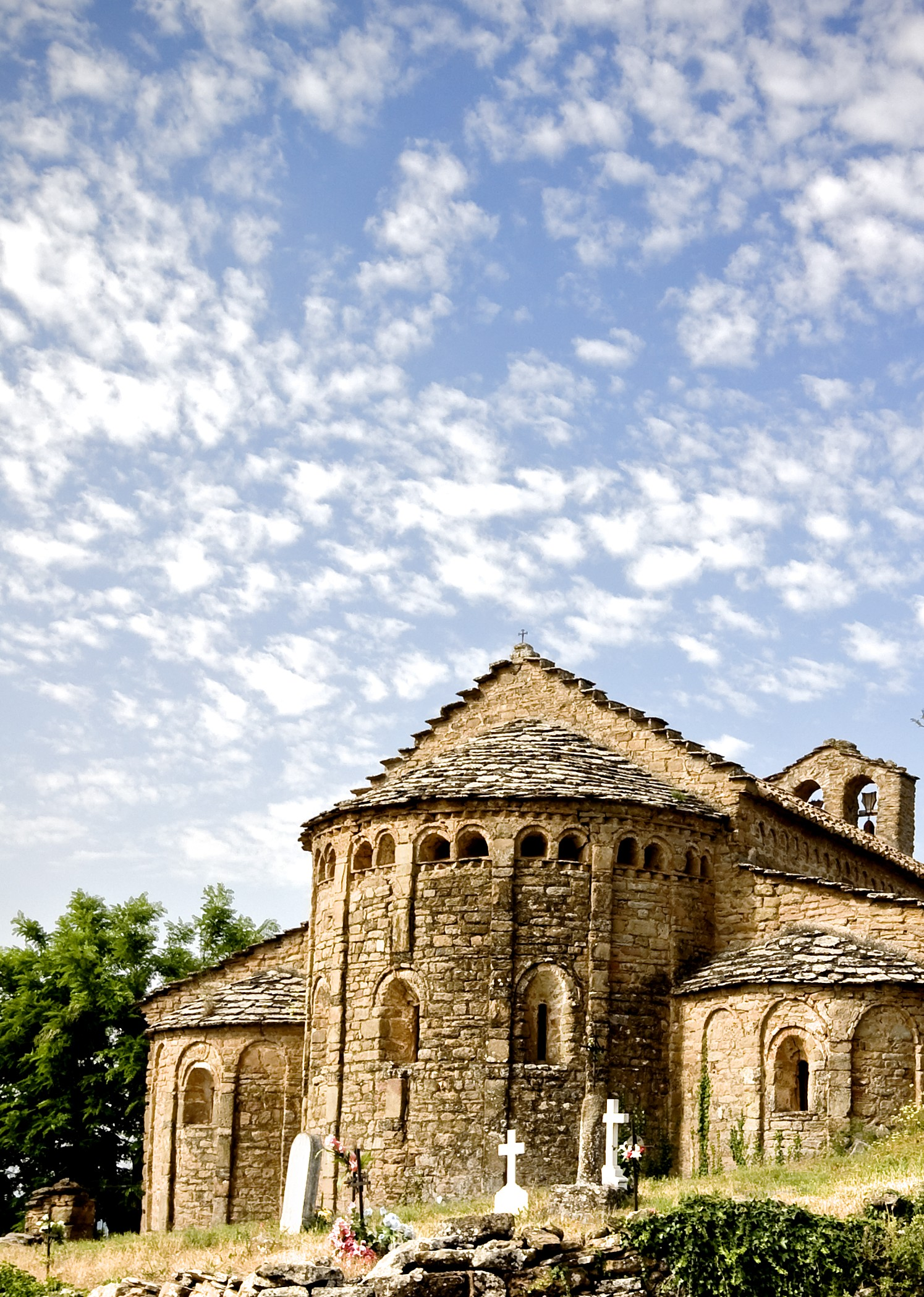
Santa Maria de Palau de Rialb

La comarque est globalement peu peuplée et conserve des éléments naturels et paysages dans la zone de montagne :
- Chaîne de Montsec, notamment le Défilé de Terradets (ca) ;
- Église de Sant Pere d'Àger (ca) ;
- Monastère de Santa Maria de Bellpuig de les Avellanes (ca) ;
- Monastère de Santa Maria de Gualter (ca) ;
- Parc astronomique del Montsec ;
- Barrage de Terradets (ca) ;
- Barrage de Camarasa (ca);
- Barrage de Rialb (ca).